# Cubaanse aratinga
De Cubaanse aratinga (Psittacara euops; synoniem: Aratinga euops) is een vogel uit de familie Psittacidae (papegaaien van Afrika en de Nieuwe Wereld). De wetenschappelijke naam van de soort werd als Sittace euops in 1832 gepubliceerd door Johann Georg Wagler. Het is een door jacht en habitatverlies zeldzaam geworden vogelsoort die alleen voorkomt op het eiland Cuba.

## Kenmerken
De vogel is 26 cm lang en overwegend groen gekleurd met een rode band over de vleugels. Verspreid over de kop en de borst zitten er rode vlekjes tussen het groen. Verder zijn de ondervleugels rood. De handpennen en staart zijn van onder geelgroen. Rond het oog is de naakte huid wit.

## Verspreiding en leefgebied
Deze soort is endemisch op Cuba. De leefgebieden van deze vogel liggen in bosrijk gebied. De aanwezigheid van grote bomen met holtes is een belangrijke habitateis. Een  belangrijk biotoop is een gebied met rotsen van kalksteen in het bergachtige gedeelte in Midden-Cuba.

## Status
De Cubaanse aratinga heeft een beperkt verspreidingsgebied en daardoor is de kans op uitsterven aanwezig. De grootte van de populatie werd in 2016 door BirdLife International geschat op 1,5 tot zeven duizend volwassen individuen. De populatie-aantallen nemen af door door jacht. De vogel werd als schadelijke soort voor de landbouw beschouwd. Maar ook voor de illegale export van kooivogels was de vogel gewild. Daarnaast neemt de vogel af door habitatverlies door ontbossing. Om deze redenen staat deze soort als kwetsbaar op de Rode Lijst van de IUCN.
Er gelden beperkingen voor de handel in deze parkiet/papegaai, want de soort staat in de Bijlage II van het CITES-verdrag.